# Периправа
Періправа (рум. Periprava) — село у повіті Тулча в Румунії. Входить до складу комуни К. А. Росетті.
Село розташоване на відстані 291 км на північний схід від Бухареста, 62 км на північний схід від Тулчі, 118 км на схід від Галаца. Неподалік від села розташований пункт контролю на кордоні з Україною Переправа—Вилкове.

## Населення
За даними перепису населення 2002 року у селі проживали 312 осіб.
Національний склад населення села:
| Національність   | Кількість осіб | Відсоток |
| ---------------- | -------------- | -------- |
| росіяни-липовани | 253            | 81,1 %   |
| румуни           | 56             | 17,9 %   |

Рідною мовою назвали:
| Мова      | Кількість осіб | Відсоток |
| --------- | -------------- | -------- |
| російська | 243            | 77,9 %   |
| румунська | 66             | 21,2 %   |